# ボロ (アメリカ合衆国)
ボロ（英: borough、またはボロウ、またはバロウ）は、アメリカ合衆国の行政単位として、州のレベルの下の地方政府あるいは管理区分バラ (行政区画)を表し、下記のように6つの州でのみ使われている。
- 地方自治体の1種: コネチカット州、ニュージャージー州、ペンシルベニア州で使われている。以前はミネソタ州でも使われていた。
- 統合された都市の小区分、現在あるいは過去の政治的小区分に相当する: ニューヨーク州とバージニア州で使われている。
- 郡相当の区分: アラスカ州でのみ使われている。

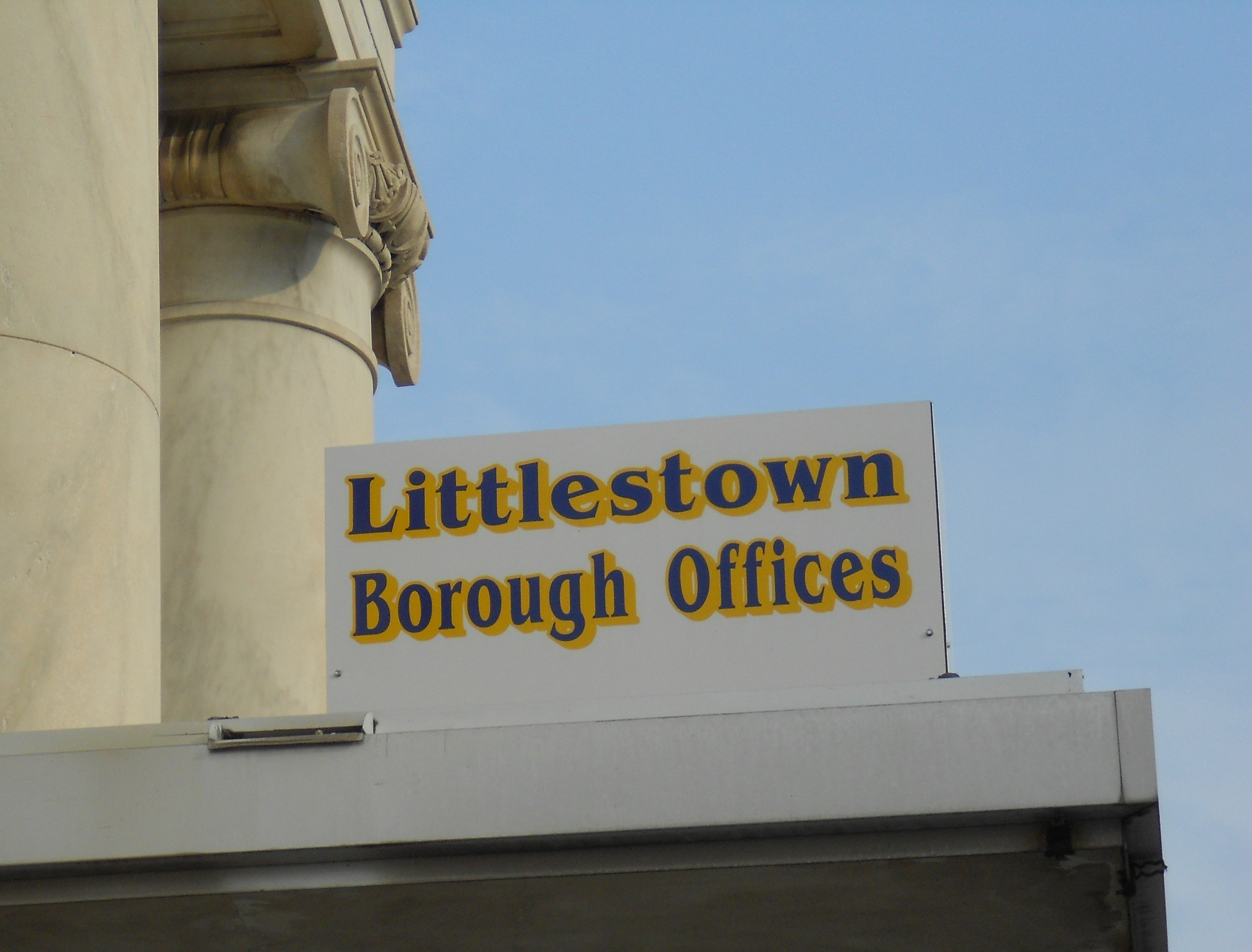
ペンシルベニア州の「ボロ」であるリトルズタウンの自治体政府事務所表示

## 発音
アメリカ合衆国の "borough" は、[ˈbʌroʊ] あるいは [ˈbʊəroʊ]（カタカナ表記では「バロウ」あるいは「ブァロウ」）と発音される。地名の接尾辞で "-burg(h)" と表示される場合は、[bɜːrɡ]（カタカナ表記では「バーグ」）と発音される（例えばピッツバーグ）。同じく地名の接尾辞で "boro" と表示される場合は、一般的な表記で「ボロ」とされることが多く見られる（ヒルズボロ (オレゴン州)、グリーンズボロ (ノースカロライナ州)など）。

## 各州での使い方

### アラスカ州
アラスカ州では「ボロ」（"borough"）が「郡」（"county"）の代替として使われている。郡と同様に州の下の管理小区分である。
アラスカ州の各郡には郡庁所在地（"borough seat"）があり、郡の管理の中心地である。アンカレッジ自治市は統合市郡である。その他にジュノー市郡、ヘインズ郡、シトカ市郡、ヤクタト市郡、ランゲル市郡も市と郡が統合された形態を採っている。
しかし、州の面積の大半は広大な非自治郡の中に入っており、そこには郡相当の政府が無い。アメリカ合衆国国勢調査局は統計目的のために非自治郡を10の国勢調査地域に分けている。

### コネチカット州
コネチカット州では、都市に加えてボロも独立した自治体の一種である。ボロは通常、町の中で住民が多く住む中心地であり、町はより対応力がある地方政府を持つために法人化を判断する。ボロが形成されるとき、それは町の一部であり、それに依存している。コネチカット州内には9つのボロがある。その中の1つであるノーガタックはその町と同一の領域を持ち、統合されている。ウッドモントなど他の8つのボロはその町の一部にのみ管轄権がある。コネチカット州のボロは別の自治体政府として数えられるが、州内の他の部分で町政府によって行われている政府機能は、ボロの母体となる町によって行われる。

### ミネソタ州
ミネソタ州では、ボロという言葉が、1868年から1974年までベルプレインという1つの自治体にのみ適用されていた。現在は市に変更されている。

### ニュージャージー州
ニュージャージー州では、ボロは独立した自治体であり、5種類に分類される自治政府の1つである。これら5種類の自治政府は他の4種と同等なレベルで運営されている。他の4種とはタウンシップ、町、市、村である。領域の大きなタウンシップから多くのボロが造られてきたが、そのような場合であってもボロとタウンシップの間に結びつきは継続しない。多くのボロは1890年代の「ボロ指向」の時代に形成された。

### ニューヨーク州
ニューヨーク市は、ブルックリン区、マンハッタン、クィーンズ区、ブロンクス区、スタテンアイランドの5つの「ボロ」（日本語では「区」）に分けられている。これらのボロのそれぞれがキングス郡、ニューヨーク郡、クイーンズ郡、ブロンクス郡、リッチモンド郡と一致している。ニューヨーク市の中に立法や行政を目的とする郡政府は無いが、区長、ボロの部分を代表するニューヨーク市議会の議員、地方コミュニティ・ボード議長で構成されるボロ政府がある（ニューヨーク市政府を参照）。ボロ政府の権限はニューヨーク市政府の権限に比べて小さい。司法上の目的、事業と法的な申請について、ニューヨーク市のボロは別々の郡として扱われている。

### ペンシルベニア州

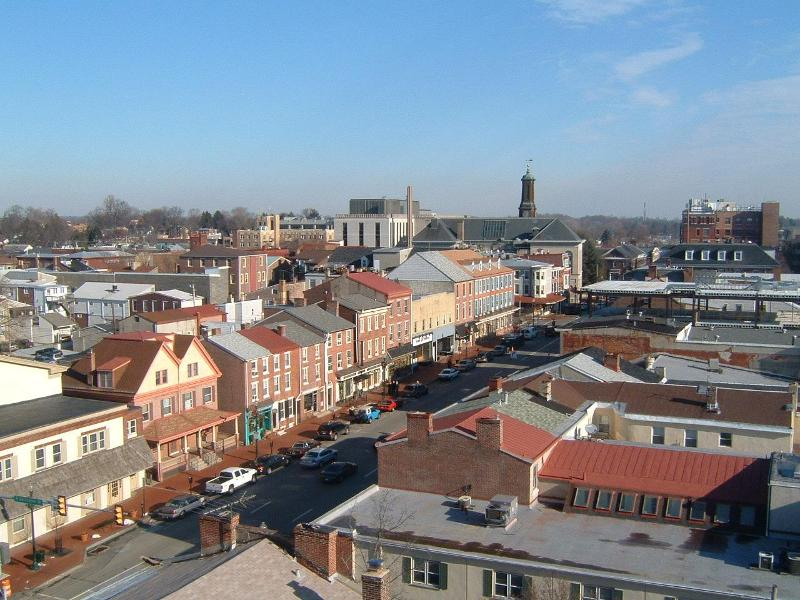
ペンシルベニア州のボロであるウェストチェスターの中心地

ペンシルベニア州の自治体の区分を決める州法では、「ボロ」という言葉が、他の州の「町」という言葉を使うのと同様な方法で使われている。ボロは自治を行う政体であり、概して規模は市よりも小さい。ある地域がボロあるいは市によって統治されていないとすれば、それはタウンシップとして統治される。村（Village）や小集落（hamlet）は法人化されておらず、自治政府を持たず、それが入っているタウンシップとは別のものである。伝統により、州政府の出版物で認知されているところでは、ペンシルベニア州で唯一の法人化された町はブルームズバーグである。2005年8月、ペンシルベニア州には961のボロがあった。

### バージニア州
バージニア州では、バージニア法典 § 15.2-3534 の下に、多くの地方都市が統合市を形成しており、その統合市はボロと呼ばれる地理的な小区分に分けられることがある。このボロは現存の市、あるいは郡、あるいはそのような郡の一部と同じである可能性がある。このようなボロは別の地方政府を持たない。例えば、チェサピーク市は、6つのボロに分けられ、その1つは以前に市であったサウスノーフォークに相当し、その他の5つは元ノーフォーク郡であった領域の5つの司法区分に相当している。バージニアビーチ市では、1998年7月1日付で7つのボロが廃止された。